# Phanocles (dichter)
Phanocles (Oudgrieks: Φανοκλῆς) was een Grieks elegisch dichter, wiens literaire hoogtepunt vermoedelijk te situeren valt onder de regering van Alexander de Grote. Hij was de auteur van een verzameling elegieën, Liefdesverhalen, of Schone jongens, waarin hij de knapenliefde bezong en de straf toonde die kwam over mannen die zich aan de praktijk overgaven (῎Ερωτες ἢ Καλοί / Erotes e Kaloi). 
Bewaarde fragmenten van zijn werk vertonen een stilistische en taalkundige verwantschap met de alexandrijnen Callimachus, Hermesianax en Philetas.
Bij Stobaeus (Florilegium, 64) bleef een vrij lang elegisch fragment van Phanocles bewaard. Hierin bezingt hij de liefde van de zanger Orpheus voor de knaap Calaïs, een zoon van Boreas - en dus niet voor Eurydice! - en ook de manier waarop Orpheus in Thracië werd verscheurd door dronken Bacchanten (omdat hij durfde uitkomen voor zijn homofilie en niets voor vrouwen voelde), hoe daarna zijn afgesneden hoofd en zijn lier op de golven naar Lesbos afdreven, en hoe de Thraciërs sindsdien de gewoonte hebben hun vrouwen te tatoeëren als straf voor hun gruweldaad.
Het bijzondere van Phanocles' Orpheusversie is dat we hier niet alleen voor het eerst te maken hebben met Orpheus als pedofiel, maar ook met zijn gruwelijke dood door verscheuring, die door de Romeinse literatuur (onder meer Ovidius in zijn Metamorphoses) wordt overgenomen. Phanocles lijkt vooral geboeid door de aetiologische kantjes van zijn verhaal: het ontstaan en de opvallende aanwezigheid van de lyriek op Lesbos, en het gebruik van tatoeages bij vrouwen in Thracië.
Tegenwoordig is Phanocles - zelfs bij classici - géén bekend dichter meer, maar toch weten wij zeker dat Ovidius hem heeft gelezen.
Een andere elegie op het homoseksuele thema ging over Argynnos, de geliefde van Agamemnon.

## Referentie
- Het Lied van Orpheus. De antieke hellevaart in de moderne Nederlandse literatuur, samenst. en inl. Rudi van der Paardt, Amsterdam (De Bezige Bij), 2003 ISBN 90 234 1023 8